# Sfermion
Sfermion je v razširitvi Standardnega modela s supersimetrijo , delec, ki je superpartner (superpartnerje imenujemo tudi sdelci) pripadajočega fermiona. Fermioni v Standardnem modelu imajo spin 1/2. V supersimetričnih razširitvah Standardnega modela (primer: Minimalni supersimetrični standardni model) ima vsak delec svojega superpartnerja, ki ima spin, ki se razlikuje od spina delca za 1/2. Sfermioni imajo spin 0. Njihov barvni naboj, šibki izospin in hipernaboj ter električni naboj je enak kot pri običajnih znanih delcih. Če predpostavimo, da supersimetrija ni zlomljena, bi morali imeti tudi enako maso. Če pa bi bila supersimetrija zlomljena, njihova masa ne bi bila enaka masi običajnih delcev.
Sfermioni vključujejo skvarke in sleptone.

## Skvarki
Superpartnerje kvarkov imenujemo skvarki. 
| skvark            | oznaka skvarka               | pripadajoči kvark | oznaka kvarka     |
| ----------------- | ---------------------------- | ----------------- | ----------------- |
| prva generacija   |                              |                   |                   |
| skvark u          | {\displaystyle {\tilde {u}}} | kvark u           | {\displaystyle u} |
| skvark d          | {\displaystyle {\tilde {d}}} | kvark d           | {\displaystyle d} |
| druga generacija  |                              |                   |                   |
| skvark c          | {\displaystyle {\tilde {c}}} | kvark c           | {\displaystyle c} |
| skvark s          | {\displaystyle {\tilde {s}}} | kvark s           | {\displaystyle s} |
| tretja generacija |                              |                   |                   |
| skvark t          | {\displaystyle {\tilde {t}}} | kvark t           | {\displaystyle t} |
| skvark b          | {\displaystyle {\tilde {b}}} | kvark b           | {\displaystyle b} |

## Sleptoni
Superpartnerje leptonov imenujemo sleptoni.
| slepton                | oznaka                                  | pripadajoči lepton   | oznaka                       |
| ---------------------- | --------------------------------------- | -------------------- | ---------------------------- |
| prva generacija        |                                         |                      |                              |
| selektron              | {\displaystyle {\tilde {e}}}            | elektron             | {\displaystyle e}            |
| selektronski snevtrino | {\displaystyle {\tilde {\nu }}_{e}}     | elektronski nevtrino | {\displaystyle \nu _{e}}     |
| druga generacija       |                                         |                      |                              |
| smion                  | {\displaystyle {\tilde {\mu }}}         | mion                 | {\displaystyle \mu }         |
| smionski snevtrino     | {\displaystyle {\tilde {\nu }}_{\mu }}  | mionski nevtrino     | {\displaystyle \nu _{\mu }}  |
| tretja generacija      |                                         |                      |                              |
| stauon                 | {\displaystyle {\tilde {\tau }}}        | lepton tau           | {\displaystyle \tau }        |
| stauonski snevtrino    | {\displaystyle {\tilde {\nu }}_{\tau }} | tauonski nevtrino    | {\displaystyle \nu _{\tau }} |